# Tour Teotista
La Torre Teotista o bien la Torre Monte Carlo View  (en francés: Tour Teotista; Tour Monte Carlo View) es un edificio situado en el sector de Révoires en la ciudad estado de Mónaco. Utiliza el Estilo postmoderno y fue diseñada por Wilmotte & Associés SA y construido en colaboración con el grupo Vinci,  está ubicado en el 8-28 de la avenida Hector Otto. La torre está diseñada para un uso dual, una parte de viviendas y otra de oficinas. El arquitecto principal fue Jean-Michel Wilmotte, mientras que los ingenieros son del grupo Bertuli.